# Wayne Routledge
Wayne Routledge (ur. 7 stycznia 1985 na przedmieściach Londynu) – angielski piłkarz, grający na pozycji skrzydłowego pomocnika. Reprezentuje barwy Swansea City.
Swoją karierę rozpoczął w Crystal Palace i to w nim zadebiutował w Premiership (w meczu z Wolverhampton Wanderers we wrześniu 2002, zdobył w nim bramkę). Z klubu odszedł w roku 2005. Nie chciał przedłużyć kontraktu, ponieważ londyńska drużyna spadła do The Championship.
Młodym graczem drugiej linii zainteresował się Tottenham Hotspur i postanowił ściągnąć go przed nowym sezonem. Kluby nie mogły się dogadać co do opłat za 20-latka, a więc sprawę transferu skierowano do trybunału, gdzie ustalono, że „Koguty” zapłacą sumę początkową 1.25 milionów euro, a w zależności od liczby występów w przyszłości - kwota dojdzie do 2 milionów.
Jego kariera na stadionie White Hart Lane nie potoczyła się szczęśliwie, z powodu serii kontuzji. Rzadko był w pełni formy, nie mógł więc przebić się do pierwszej jedenastki, będąc dublerem dla takich zawodników jak: Aaron Lennon, Andy Reid, czy Teemu Tainio. Już po połowie sezonu został wypożyczony do Porsmouth, gdzie w rundzie wiosennej wystąpił 13 razy w meczach ligowych. Po zakończeniu półrocznej wizyty w „The Pompeys” powrócił do Tottenhamu i znowu został wypożyczony, tym razem do Fulham. Sezon 2006/2007 spędził właśnie tam, a po nim powrócił do Tottenhamu. 30 stycznia 2008 podpisał kontrakt na kwotę 1,25 miliona funtów z Aston Villą.
Zadebiutował tam 5 kwietnia w spotkaniu z Boltonem Wanderers. Było to jego jedyne spotkanie w debiutanckim sezonie. Później wystąpił jeszcze w jednym ligowym pojedynku, jednym pucharowym oraz czterema w Pucharze UEFA i jednym w Pucharze Intertoto. W listopadzie 2008 roku został wypożyczony do Cardiff City. Pierwszy występ w tej drużynie zaliczył 22 listopada, kiedy to zagrał w ligowym pojedynku z Plymouth Argyle. Po dziewięciu meczach rozegranych w barwach Cardiff City Routledge 2 stycznia 2009 roku przeszedł do Queens Park Rangers.
W styczniu 2010 roku dołączył do Newcastle United podpisując 3,5 letni kontrakt z klubem, kwoty transferu nie ujawniono. W 2011 roku przebywał na wypożyczeniu w Queens Park Rangers.
1 sierpnia 2011 roku podpisał kontrakt ze Swansea City, która po raz drugi w swojej historii awansowała do najwyższej klasy rozgrywkowej w Anglii (wliczając awans do dawnej First Division w 1980 roku). W sezonie 2012/2013 Routledge wywalczył z Łabędziami Puchar Ligi Angielskiej. 25 września 2014 roku podpisał nowy kontrakt, obowiązujący przez cztery następne sezony.
pomocnik reprezentował Anglię jako zawodnik młodzieżówki - w różnych kategoriach wiekowych: do lat 16, do lat 19 i do lat 21.